# Camadevi
Camadevi eller Jamadevi, var regerande drottning av Hariphunchai (i nuvarande Thailand) under 600-talet. Hon var detta rikes första härskare. 
Det finns flera versioner av hennes biografi och regeringstid. “Chinnakanmalipakon” uppger att hon var dotter till kung Chakkrawat av Lavo, placerades på tronen av sin far, och regerade 662-669; legenden om Camadevi uppger att hon föddes 633, regerade 659-688 och avled 731; medan forskaren Manit Wallipodom uppskattar att hon föddes 623, regerade 662-679 och avled 715. 